# جوش بيل
جوش بيل (بالإنجليزية: Josh Bell)‏ هو لاعب كرة قاعدة أمريكي، ولد في 13 نوفمبر 1986 في روكفورد في الولايات المتحدة.

## وصلات خارجية
- جوش بيل على موقع دوري كرة القاعدة الرئيسي (الإنجليزية)
- جوش بيل على موقع دوري كوريا الجنوبية لكرة القاعدة (الإنجليزية)
- جوش بيل على موقعبيزبول رفرنس.كوم (الدوري الرئيسي) (الإنجليزية)
- جوش بيل على موقعبيزبول رفرنس.كوم (الدوري الثانوي) (الإنجليزية)
- جوش بيل على موقع إي إس بي إن.كوم (أم.أل.بي) (الإنجليزية)
- جوش بيل على موقع مشجعي الرسوم البيانية (الإنجليزية)